# The Librarians (serie televisiva 2014)
The Librarians è una serie televisiva statunitense creata da John Rogers, spin-off della serie di film per la televisione The Librarian, trasmessa dal 7 dicembre 2014 al 7 febbraio 2018, sul canale TNT.
In Italia la serie è andata in onda su Paramount Channel dal 15 dicembre 2016 al 19 aprile 2018.

## Trama

### Prima stagione
La serie segue le vicende di quattro persone, Eve Baird, un colonnello dell'antiterrorismo che con le sue ottime qualità militari nella NATO viene scelta dalla Biblioteca per essere la nuova Custode; Ezekiel Jones, un ladro e uno specialista nella tecnologia avanzata; Cassandra Cillian, una matematica con una memoria fotografica che soffre di un tumore al cervello e infine Jacob Stone, un genio della storia e dell'architettura. La squadra è particolarmente efficace per le notevoli doti dei suoi membri, sulla base di conoscenze intellettuali e ampie deduzioni razionali. A Ezekiel, Jacob e Cassandra è stato chiesto di diventare Bibliotecari, ma per vari motivi nessuno si è presentato, così il ruolo è andato a favore di Flynn Carsen. Dieci anni dopo, la Confraternita del Serpente inizia a uccidere i potenziali Bibliotecari; tocca perciò a Flynn proteggere i superstiti. I quattro diventano a tutti gli effetti una vera e propria nuova squadra di Bibliotecari, al fine di risolvere i misteri impossibili, recuperare potenti artefatti e combattere contro le minacce sovrannaturali, in particolare le forze della Confraternita del Serpente, guidata dal misterioso e immortale Dulaque che vuole usare per propri scopi la magia del mondo; il tutto mentre Flynn è occupato a salvare il mondo da minacce apocalittiche.

### Seconda stagione
In questa stagione i Bibliotecari avranno due nuovi avversari, entrambi personaggi letterari: Prospero da La tempesta e il Professor Moriarty, nemesi di Sherlock Holmes. Il primo, reale minaccia della stagione, desidera conquistare il mondo e trasformarlo così come piace a lui, cambiando il finale del suo libro, mentre il secondo, suo assistente, non esiterà a cambiare schieramento e a unirsi ai Bibliotecari quando le circostanze lo richiederanno.
Mentre il team di Bibliotecari è impegnato a sconfiggere la nuova minaccia, un nuovo problema viene alla luce: la Biblioteca inizia a perdere reperti e nessuno ne sa il perché, così Flynn parte alla ricerca dei reperti scomparsi, lasciando gli altri a occuparsi dei vari casi che si presenteranno.

### Terza stagione
La terza stagione introduce una nuova minaccia: Apopi, il dio egizio del caos. Dopo essere stato sconfitto secoli fa da Judson, il primo Bibliotecario, e dalla sua Custode, Charlene, il dio è misteriosamente risorto e, possedendo il corpo di varie persone, vuole gettare il mondo nel caos. Le azioni dei Bibliotecari per sconfiggerlo, vengono tuttavia tenute sotto controllo da parte del D.O.S.A. (Dipartimento Osservazioni Statisticamente Anomale), un'organizzazione governativa segreta, con a capo il generale Cynthia Rockwell.

### Quarta stagione
Nella quarta stagione, invece che salvare il mondo, il team dovrá salvare la Biblioteca stessa. Durante le prove del rito di incatenamento della Biblioteca, vi è il ritorno di Nicole Noone, prima Custode di Flynn, inizialmente data per morta, ma in realtà imprigionata da un secolo nella Biblioteca. Questo fatto farà dubitare i Bibliotecari su quali siano le reali intenzioni e il ruolo stesso della Biblioteca.

## Episodi
| Stagione         | Episodi | Prima TV USA | Prima TV Italia |
| ---------------- | ------- | ------------ | --------------- |
| Prima stagione   | 10      | 2014-2015    | 2016-2017       |
| Seconda stagione | 10      | 2015         | 2017            |
| Terza stagione   | 10      | 2016-2017    | 2017            |
| Quarta stagione  | 12      | 2017-2018    | 2018            |

## Personaggi e interpreti
- Colonnello Eve Baird (stagioni 1-4), interpretata da Rebecca Romijn, doppiata da Claudia Razzi.
- Jacob Stone (stagioni 1-4), interpretato da Christian Kane, doppiato da Christian Iansante.
- Cassandra Cillian (stagioni 1-4), interpretata da Lindy Booth, doppiata da Francesca Fiorentini.
- Ezekiel Jones (stagioni 1-4), interpretato da John Kim, doppiato da Lorenzo De Angelis.
- Jenkins/Galahad (stagioni 1-4), interpretato da John Larroquette, doppiato da Paolo Marchese.

## Produzione
Nel 2014 TNT ordinò una serie settimanale composta da 10 episodi che seguisse le vicende di The Librarian, con la partecipazione degli attori storici del franchise Noah Wyle, Bob Newhart e Jane Curtin e l'introduzione di altri nuovi personaggi. La serie venne girata a Portland in Oregon e alcune scene vennero girate al Campidoglio di Salem.
La serie è stata poi rinnovata per una seconda stagione nel 2015, una terza nel 2016 e infine una quarta stagione nel 2017. L'8 marzo 2018 Dean Devlin ha annunciato che TNT ha deciso di cancellare la serie. 

## Accoglienza
La prima stagione di The Librarians detiene un punteggio di 64 su 100, basato su 15 recensioni, su Metacritic. Su Rotten Tomatoes la prima stagione detiene invece un punteggio del 79%, con una media di voti del 6,90/10, basata su 19 recensioni; mentre la seconda detiene un punteggio del 100%, con una media voti del 7,60 su 10, basata su 5 recensioni.

## Riconoscimenti
- Saturn Award
  - 2018 – Candidatura per la miglior serie televisiva fantasy[11]
  - 2018 – Candidatura per il miglior attore non protagonista in una serie televisiva a Christian Kane[11]
  - 2018 – Candidatura per la miglior guest star in una serie televisiva a Rachel Nichols[11]

## Altri media
Nel 2016, a ottobre, è stato pubblicato un romanzo spin-off della serie, dal titolo The Librarians and the Lost Lamp. Il libro, scritto da Greg Cox e pubblicato dalla Tor Books, racconta le vicissitudini dei personaggi della serie televisiva per trovare la lampada di Aladino, sia nel passato che nel futuro. Al primo romanzo fanno seguito altri due romanzi, entrambi scritti da Greg Cox, dal titolo The Librarians and the Mother Goose Chase (2017) e The Librarians and the Pot of Gold (2018), incentrati rispettivamente su Mamma Oca e sulla pentola d'oro.

## Spin-off
The CW ha annunciato l'inizio della produzione di uno spin-off della serie, dal titolo The Librarians: The Next Chapter, che sarà trasmesso nel corso della stagione televisiva 2024-2025.